# 中华人民共和国传染病防治法
《中华人民共和国传染病防治法》，是中华人民共和国的一部关于预防传染性疾病的日常传播、控制可能出现的疫情和处理重大公共卫生突发事件措施的专门法律。本法共九章，八十条。

## 立法背景与过程
1955年中华人民共和国国务院批准颁发了《传染病管理办法》，1978年国务院又将《传染病管理办法》修订为《急性传染病管理条例》。
1980年代中后期，中国大陆先后出现多宗传染病暴发事件，如1986年山东鼠害出血热病疫情，1987年四川省钩端螺旋体病疫情，新疆非甲非乙肝炎流行，以及1988年上海甲肝大流行等。在当时传染病防治的严峻形势下，传染病对人民群众存在一定的危害。1988年12月18日，国务院提请全国人大常委会审议《中华人民共和国传染病防治法（草案）》。该草案于1989年2月21日由第七届全国人民代表大会常务委员会第六次会议通过，从初次审议到二审通过仅用了两个月的时间，在全国人大常委会立法工作中是罕见的。
2004年8月28日第十届全国人民代表大会常务委员会第十一次会议对该法进行了全面修订，在5个月内三审通过。此次修订是在总结抗击非典和防治高致病性禽流感实践经验的基础上进行的，完善法律制度。2013年6月29日第十二届全国人民代表大会常务委员会第三次会议对该法进行了修正，对有关调整法定传染病种类和分级的职责、程序等规定进行了完善。
2020年10月2日，国家卫生健康委员会发布《传染病防治法》修订草案征求意见稿。2023年10月20日，第十四届全国人大常委会第六次会议提请审议《传染病防治法》修订草案的议案。此次修订草案的主要内容包括：完善传染病防治体制机制，压实“四方责任”；改进传染病预防监测预警报告机制；完善应急处置制度，统筹疫情防控和经济社会发展；健全疫情救治体系，强化保障措施。同时对疫情报告制度进行完善，明确报告时限和方式，实行网络直报，畅通检验检测机构、社会公众等的报告渠道，建立报告的激励和免责机制，禁止干预报告。该草案规定，对及时发现并依法报告突发原因不明的传染病、新发传染病的单位和个人，按照国家有关规定给予奖励；对经调查排除传染病疫情的，报告的单位和个人不承担法律责任。

## 相关规定

### 传染病的分类
传染病防治法将传染病划分为三类，这种分法意味着，对于不同类别的传染病，卫生防疫部门及其他有关政府部门会采取不同级别的防控措施。
根据该法第四条之规定，乙类传染病和突发原因不明的传染病需要采取甲类传染病的预防、控制措施的，由国务院卫生行政部门及时报经国务院批准后予以公布、实施，以加大防控力度。例如2002-2003年流行的的非典型肺炎，以及2019冠状病毒病。
根据该法第三条之规定，甲、乙、丙三类传染病分别包括：
- 甲类：鼠疫、霍乱。
- 乙类：传染性非典型肺炎[注 1]、艾滋病、病毒性肝炎、脊髓灰质炎、人感染高致病性禽流感、麻疹、流行性出血热、狂犬病、流行性乙型脑炎、登革热、炭疽[注 1]、细菌性和阿米巴性痢疾、肺结核、伤寒和副伤寒、流行性脑脊髓膜炎、百日咳、白喉、新生儿破伤风、猩红热、布鲁氏菌病、淋病、梅毒、钩端螺旋体病、血吸虫病、疟疾、人感染H7N9禽流感、新型冠状病毒感染、猴痘。
- 丙类：流行性感冒、流行性腮腺炎、风疹、急性出血性结膜炎、麻风病、流行性和地方性斑疹伤寒、黑热病、包虫病、丝虫病（英语：Filariasis），除霍乱、细菌性和阿米巴性痢疾、伤寒和副伤寒以外的感染性腹泻病、手足口病。

国务院卫生行政部门根据传染病暴发、流行情况和危害程度，可以决定增加、减少或者调整乙类、丙类传染病病种并予以公布。

## 脚注